# 博洛尼亞諸塔

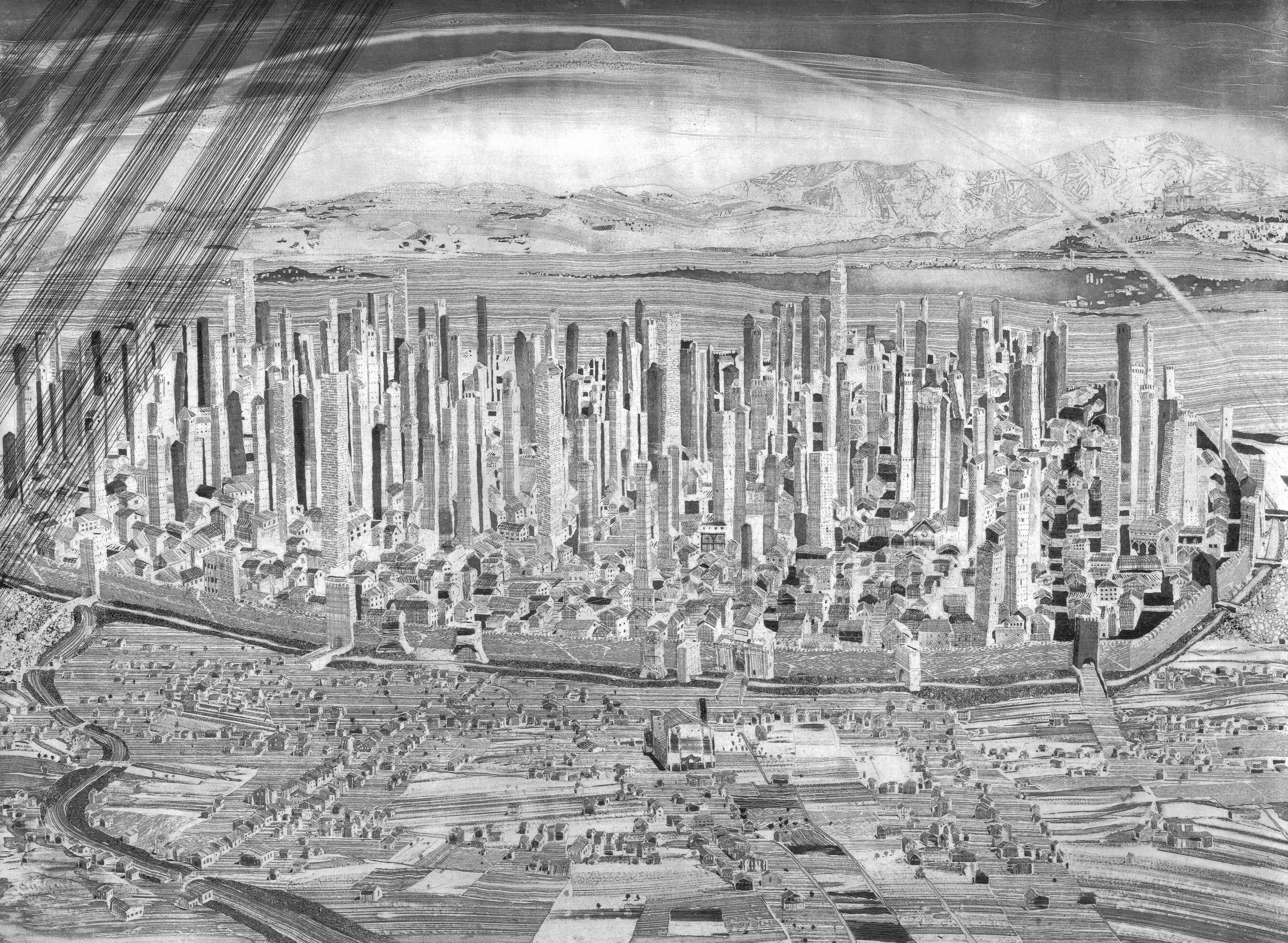
"Medieval Bologna" (托尼·皮科雷罗, 2012).

波隆那諸塔（Towers of Bologna）是指中世紀時期的義大利波隆那的塔樓建築群。波隆那在12和13世紀之際有大量的塔樓建築，可能多達約180座。塔的建設原因仍不得而知，一種假設是用於富裕的家庭中敘任權鬥爭中用來攻擊或防禦。13世紀時，許多塔被拆除或倒塌。現在仍存的塔中最著名的是博洛尼亚双塔。

## 外部連結
- Associazione Guglielmo Marconi: Le due Torri
- Google Map view of the two towers

44°29′39″N 11°20′47″E / 44.4943°N 11.3465°E